# Pediococcus
Pediococcus és un gènere de bacteris de l'àcid làctic Gram-positius de la família dels Lactobacillaceae. Normalment es presenten en parells o tètrades, sent els únics bacteri de l'àcid làctic amb forma de coc que es divideixen al llarg de dos plans de simetria. Són bacteris purament homofermentatius, normalment considerats contaminants de la cervesa i vi encara que en algunes cerveses com la de tipus Lambic és desitjable la seva presència. Certs Pediococcus produeixen diacetil, que proporciona una aroma de mantega o butterscotch a alguns vins (com ara el Chardonnay) i uns quants tipus de cervesa. Les espècies de Pediococcus sovint s'utilitzen en el procés de conservació del farratge anomenat ensitjat.

## Processament alimentari
Pediococcus, juntament amb altres gèneres bacteris de l'àcid làctic com ara Leuconostoc i Lactobacillus, s'utilitzen en la fermentació del cabdell per a l'elaboració de xucrut. Durant aquest procés, els sucres de les cols fresques es transformen en àcids làctics que li donen un sabor agre i permeten que es conservin en bones condicions.